# 平田インターチェンジ (愛知県)
平田インターチェンジ（ひらたインターチェンジ）は、愛知県名古屋市西区にある名古屋第二環状自動車道のインターチェンジである。

## 概要
名古屋西JCT方面への入口と同方面からの出口のみを持つハーフインターチェンジである。このICから名古屋IC・名古屋南JCT方面へ行くことはできず、同方面からの本線流出もできないことから、流入にあたっては隣りの山田西IC、流出は山田東ICを利用する。
開業以前は「平田橋インターチェンジ」と仮称されていた。

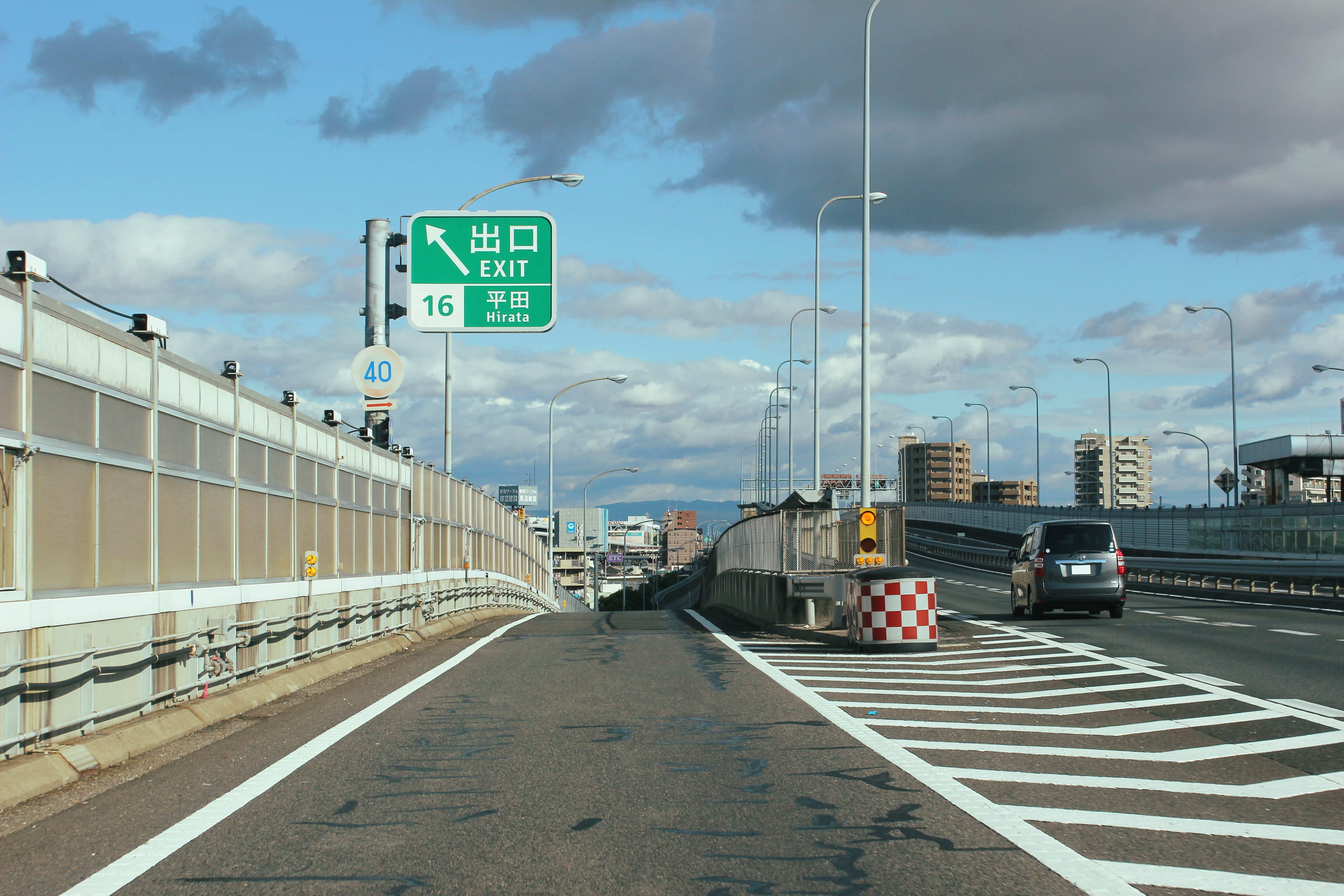
出口への分岐路
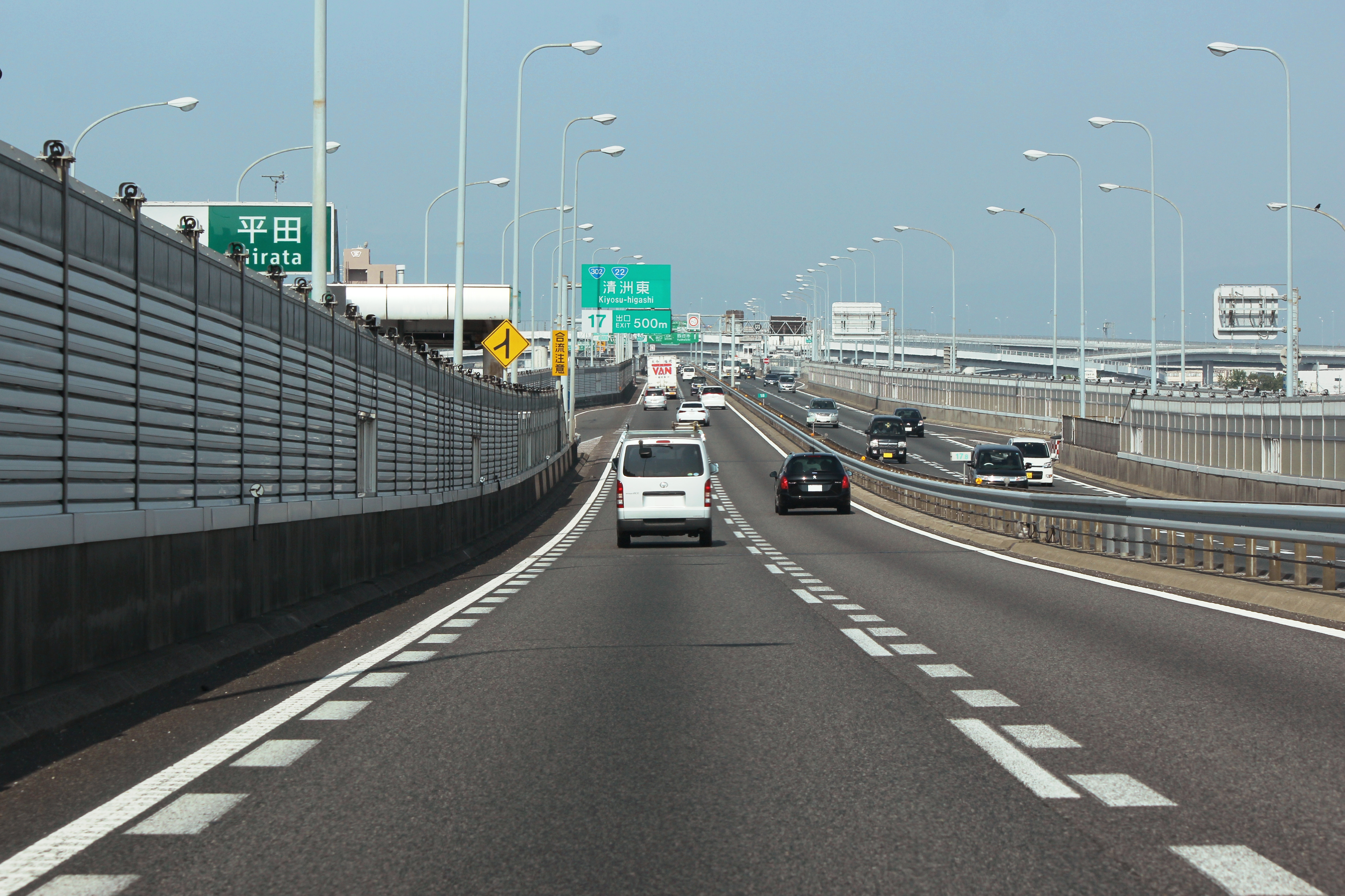
本線（内回り）の流入部 すぐ奥に清洲東IC出口が控える

## 歴史
- 1991年（平成3年）3月19日 : 東名阪自動車道清洲東IC - 勝川IC間開通と同時に当ICを開設[5]
- 2011年（平成23年）3月20日 : 所属路線名称を名古屋第二環状自動車道（名二環）に変更[6]

## 周辺
山田東ICの四日市方面出口の項を参照。

## 接続する道路
- 直接接続
  - 国道302号[7]
- 間接接続
  - 愛知県道63号名古屋江南線[7]

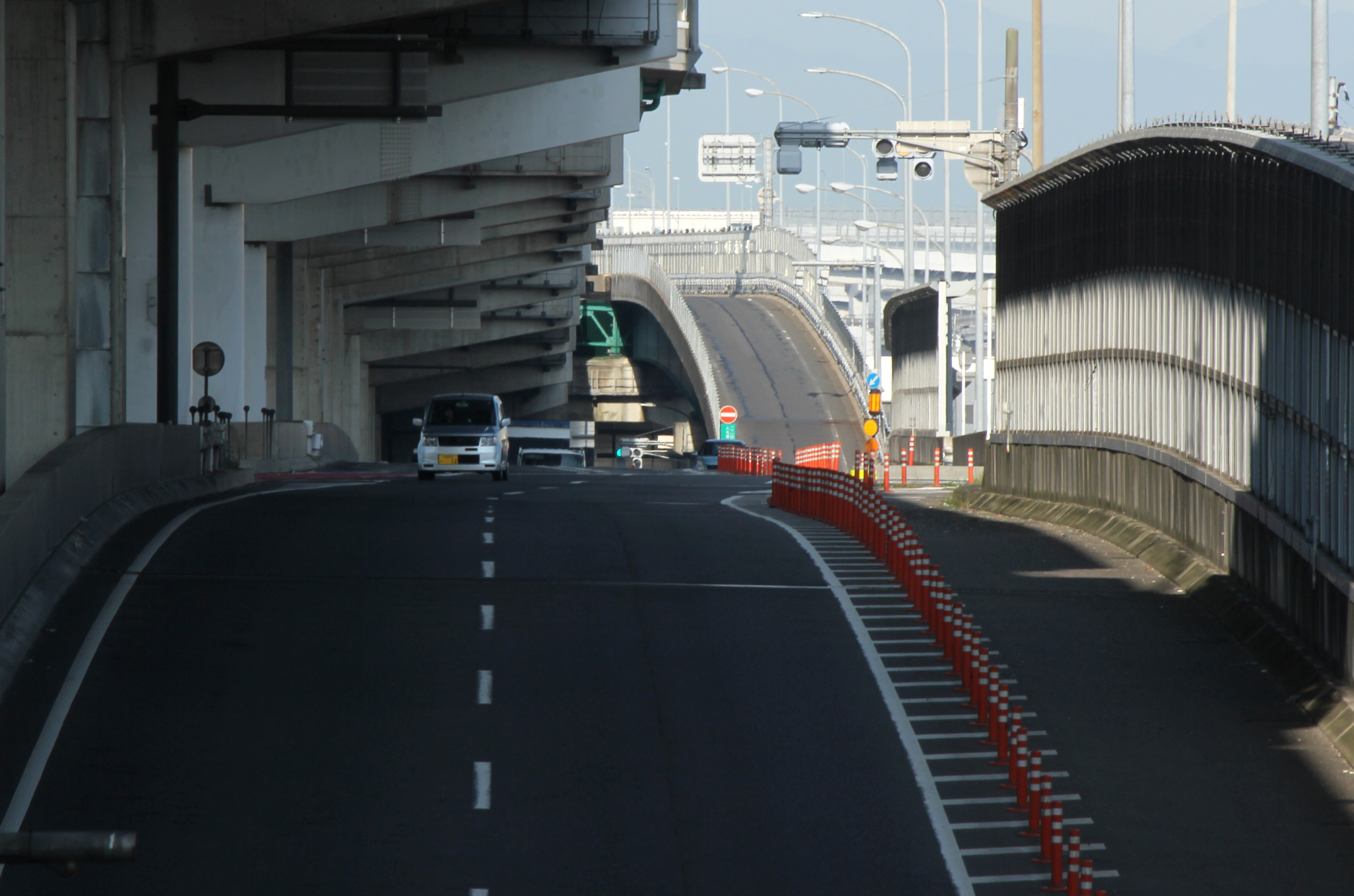
出口は国道302号に直接接続
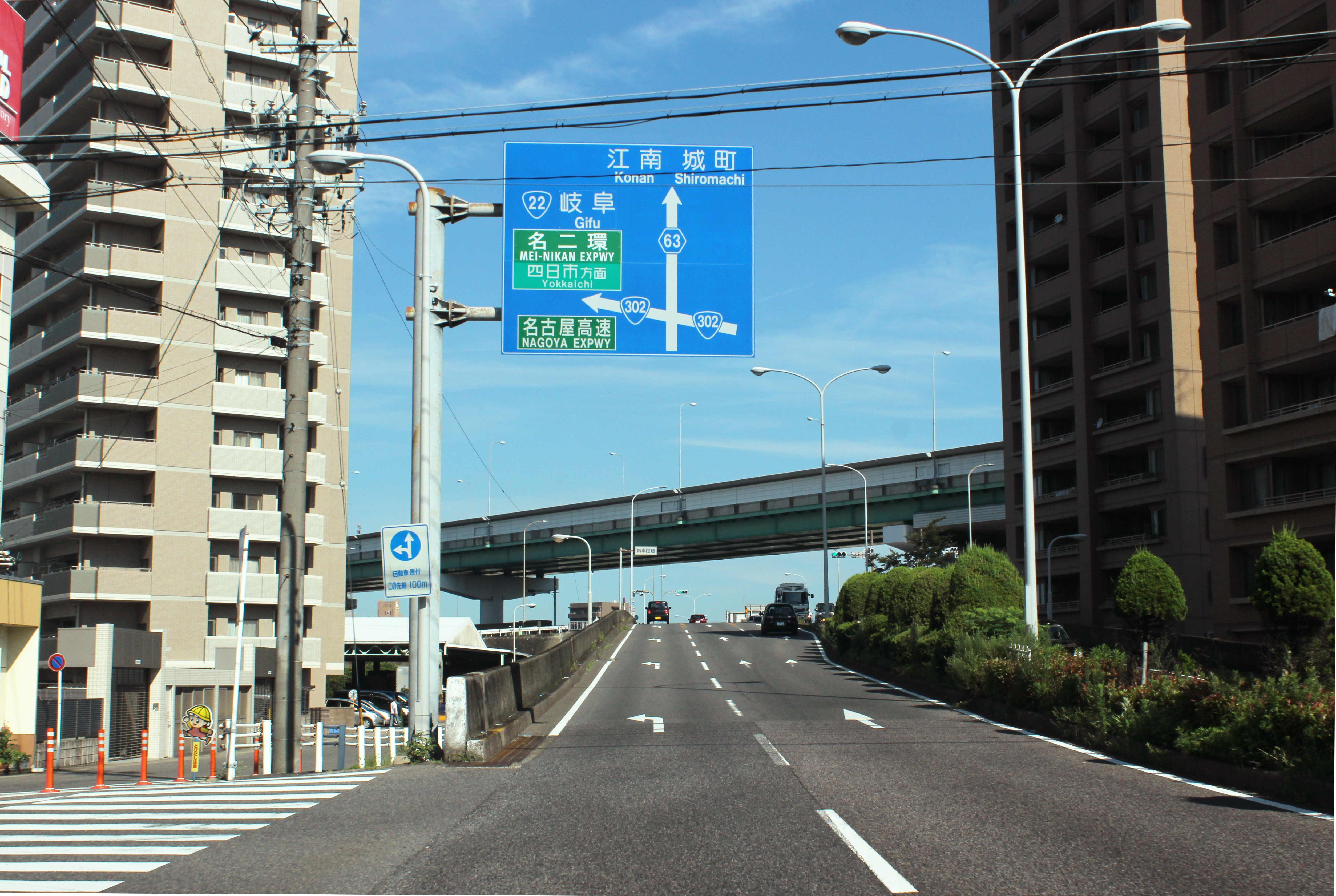
国道302号を介して愛知県道63号と接続

## 料金所

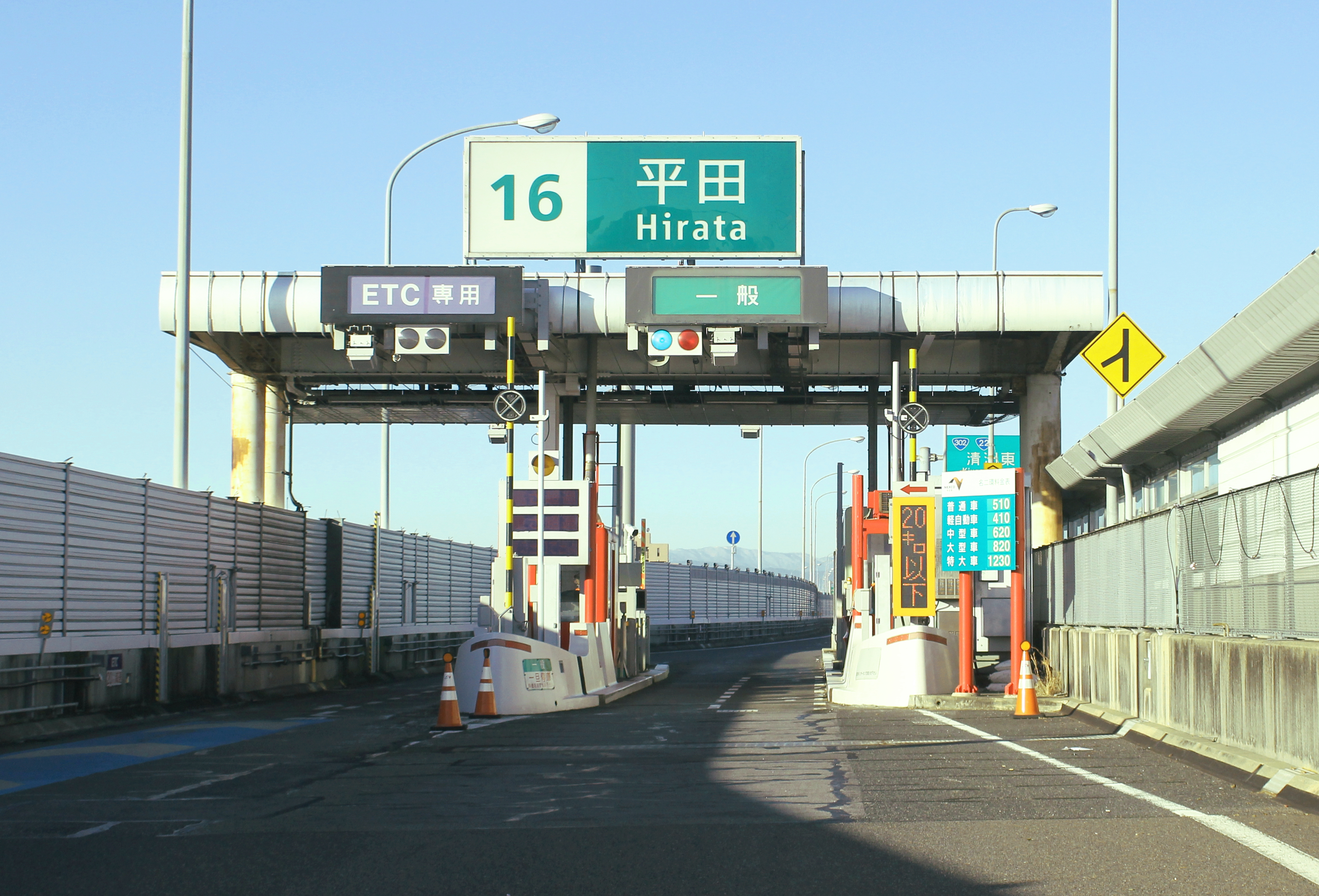
トールゲートは高架部に設置

レーン運用は、時間帯やメンテナンスなどの事情により変更される場合がある。

### 入口
- レーン数 : 2[8]
  - ETC専用 : 1
  - 一般 : 1

## 隣
C2 名古屋第二環状自動車道
(15)山田西IC - (16)平田IC - (17)清洲東IC